# Herbert Blumer
Herbert Blumer (nacido el 7 de marzo de 1900 en San Luis, Misuri, fallecido el 13 de abril de 1987). Sociólogo de la Escuela de Chicago influenciado por la obra de George Herbert Mead quien presidió la American Sociological Association en 1956.

## Trabajo teórico
Derivó en la corriente sociológica denominada Interaccionismo simbólico. Él mismo fue quien acuñó el término en 1937 y desarrolló su concepción teórica y metodológica constituyéndose como el autor más representativo de dicha corriente. Tres son las ideas en las que Blumer fundamenta el Interaccionismo simbólico:
- El ser humano orienta sus actos hacia las cosas en función de lo que éstas significan para él;
- El significado de éstas cosas se deriva o surge como consecuencia de la interacción social que cada cual mantiene con su prójimo;
- Los significados se manipulan y modifican mediante un proceso interpretativo desarrollado por la persona al enfrentarse con las cosas que va hallando a su paso.

Sus puntos principales y sobre los que fundamenta el marco teórico son: el sí-mismo, el actor, la interacción social, los objetos y la acción conjunta. Con ello establece un nexo entre los conceptos de “self” y estructura social a las que comprendía interrelacionadas y recíprocamente influyentes, partes inseparables de la realidad social.

### Interaccionismo simbólico
La Interacción Simbólica se refiere a un proceso en el cual los humanos interactúan con símbolos para construir significados. Mediante las interacciones simbólicas adquirimos información e ideas, entendemos nuestras propias experiencias y las de los otros, compartimos sentimientos y conocemos a los demás. Sin símbolos nada de lo anterior podría ocurrir. Nuestro pensamiento y acción serían totalmente restringidos.

## Obra
- El Interaccionismo Simbólico: Perspectiva y método (1969)

- Datos: Q729554